# Ybbsitz
Ybbsitz  är en ort och kommun  i Österrike. Den ligger i distriktet Amstetten i förbundslandet Niederösterreich, 110 km väster om huvudstaden Wien. 
År 2010 utsågs smidestraditionen  i Ybbsitz in till immateriellt kulturarv.
Kommunen består av 11 orter (Ortschaften) (inom parentes invånarantal 1 januari 2024):

- Großprolling (161)
- Haselgraben (255)
- Hubberg (114)
- Kleinprolling (79)
- Knieberg (229)
- Maisberg (308)
- Prochenberg (121)
- Schwarzenberg (257)
- Schwarzois (110)
- Ybbsitz (1 621)
- Zogelsgraben (95)